# 蘭尼米德道
蘭尼米德道（英語：Runnymede Road）是加拿大安大略省多倫多西端的一條街道，南始摩寧西路（海柏公園以西），北迄聖卡拉路以北的Henrietta Street。其南端起始處為一條狹窄的兩車道道路。街道向北延伸至布魯亞街，並在該處拓寬以容納單車徑。在聖卡拉路，單車徑終止，變成一條雙向街道，向北延伸直至顯理街（Henrietta Street）。北端有一小段延續，但以盡頭路終止。
漢伯河沿岸的磨坊及釀酒廠業主約翰·史嘉烈於1817年開辟了蘭尼米德道。
蘭尼米德書院並不位於蘭尼米德道，而是位於蘭尼米德社區內的珍街。蘭尼米德公園位於蘭尼米德道以東一個街區，位於其與加拿大太平洋鐵路相交處以北。
多倫多市政鐵路布魯亞西有軌電車線直到1917年才修建至蘭尼米德道，因為現在的Glendonwynne Road附近有一個大峽谷。這條有軌電車線後被地鐵取代。
蘭尼米德道夾布魯亞街處有地鐵蘭尼米德站。71號蘭尼米德及79號史嘉烈道巴士線從蘭尼米德站出發，沿蘭尼米德道向北行駛，兩條線路均從布魯亞街開往顯理街。77號史雲斯巴士線在地鐵站以南開往摩寧西路。
根據Tony Ruprecht所著多倫多族裔社區史書籍《多面多倫多》（Toronto's Many Faces），介乎蘭尼米德道與基爾街之間的登打士街路段是馬爾他裔居民的中心。
蘭尼米德艦是二戰時期的一艘皇家加拿大海軍艦艇，以蘭尼米德社區命名。

## 外部連結
- Roads reveal history of city's early settlers （页面存档备份，存于）